# محمد النباري
محمد النباري (בעבברית: מוחמד אלנבארי) (ولد في 22 فبراير 1970) هو دكتور في الكيمياء العضوية وبدوي إسرائيلي، شغل منصب رئيس المجلس المحلي لقرية حورة في الفترة ما بين 2005 و2018، وحاز على لقب فارس الحكم المحلي من قبل الحركة من أجل جودة الحكم.

## سيرة شخصية
النباري وُلد بالقرب من صرفند لعائلة أصلها من حورة، وفي سن مبكرة عاد للعيش في القرية البدوية الجنوبية. في سن الـ16، ترك منزله وانتقل إلى منطقة المثلث ليدرس في جت في أحد المدارس العربية الرائدة في ذلك الوقت. بعد إنهاء دراسته، عمل لمدة عام في قطف الزهور في موشاف نيفاتيم، ثم بدأ دراسته الأكاديمية للحصول على درجة البكالوريوس والماجستير في الكيمياء في الجامعة العبرية. بعد إكمال الماجستير، واصل النباري دراسته للحصول على الدكتوراه في الكيمياء العضوية في جامعة بن غوريون تحت إشراف البروفيسور شموئيل بيتنر. بحث الدكتوراه الخاص به تناول تخليق المواد الطبيعية.
بعد إنهاء مرحلته الأكاديمية، بدأ النباري العمل في شركة الأدوية بيريغو، حيث تقدم إلى مناصب إدارية. كان البدوي الثاني الذي يعمل في الشركة، وسجل باسمه 12 براءة اختراع مرتبطة بمجال تخصصه. في عام 2005، ترك بيريغو وترشح لأول مرة لرئاسة مجلس حورة.
النباري حصل على تغطية إعلامية واسعة نتيجة التغييرات التي أحدثها في حورة. تحققت إنجازاته في عدة مجالات. من بين أمور أخرى، ارتفعت نسبة تحصيل الأرنونا (ضريبة الملكية المحلية) من 4% عند توليه المنصب في عام 2005 إلى 86% في عام 2015. كان ميزانية المجلس في عام 2004، قبل تولي النباري المنصب، 29 مليون شيكل، وقام النباري بزيادتها إلى 132 مليون شيكل. كما أنشأ في حورة محطة لمعالجة مياه الصرف الصحي، مشروع تموين يوظف أكثر من 20 امرأة أماً وحيدة، مركز اتصالات يوظف عددا مماثلا من العمال والعاملات، أسس شركة اقتصادية وافتتح مدرسة للموهوبين في القرية.
أحد التحديات الرئيسية التي واجهها النباري كان العنف والأمن الشخصي في حورة. لمواجهة هذه المشكلة، تم تركيب أكثر من 100 كاميرا مراقبة في البلدة، مما أدى إلى تقليل مستويات العنف والسرقة والتخريب بشكل كبير. كما أنشأ النباري في حورة مركز اتصالات متطور، يقدم خدمات الاتصال الخارجية بأجر للسلطات العربية الأخرى، التي تعتمد على مركز الاتصالات في حورة لتقديم خدمات المركز البلدي. بالإضافة إلى ذلك، أسس شركة اقتصادية في حورة التي بلغ حجم معاملاتها 34 مليون شيكل في عام 2015.
بالإضافة إلى ذلك، كان النباري من مؤسسي جمعية "نجوم الصحراء" التي تعنى بتنمية القيادات البدوية الشابة. وهو رئيس مشروع وادي عتير، وعضو في مجلس إدارة صندوق إبراهيم، وعضو في مجلس إدارة أجيك - معهد النقب، ويشغل أيضًا منصب عضو في مجلس الأمناء لكلية سبير.
في عام 2018، أسس النباري منظمة ينابيع، وهي منظمة اجتماعية تهدف إلى تعزيز المجتمع البدوي في الجنوب.